# 交響曲第1番 (尹伊桑)
交響曲第1番は、日本統治時代の朝鮮出身で西ドイツ国籍の作曲家、尹伊桑が作曲した交響曲。

## 概説
作曲者の壮年期に近い66歳時の作品であり、ベルリン・フィルハーモニー管弦楽団の100周年を記念して当時のベルリン芸術大学作曲科教授として委嘱された作品で4管編成のオーケストラ美の極致を駆使した壮大なものである。同時に委嘱されたヘンツェの交響曲第7番も大きな編成であり、演奏時間もほぼ同じであるのは委嘱者の要望に従ったものである。
なおこの曲は正確には「第一番」ではなくて、単に「交響曲I」とローマ数字で順番だけを与えている。ベルリン・フィルハーモニー管弦楽団100周年記念作曲賞の審査員招待作品でもあった。

## 作曲年代と場所
1983年のベルリン。

## 初演
1984年5月15日にベルリンのフィルハーモニーにおいて、ラインハルト・ペータース指揮、ベルリン・フィルハーモニー管弦楽団により初演された。その後すぐにチョン・ミュンフン指揮ザールブリュッケン放送交響楽団で、また、初演時の指揮者でフランスにおいて、またオランダではロイヤル・コンセルトヘボウ管弦楽団により再演されている。

## 演奏時間
約45分（各12分、16分、8分、9分）

## 楽器編成
フルート4（3番と4番はピッコロ持ち替え)、オーボエ4（4番はイングリュッシュ・ホルンも）、クラリネット4（4番はバスクラリネットも）、ファゴット4（4番はコントラファゴットも）、ホルン6、トランペット4、トロンボーン3、チューバ、ティンパニ1人（すべてのサイズで計5個必用）、打楽器奏者3人：①懸垂シンバル5、鉄琴、タンブリン、 マラカス2、トライアングル2、②小太鼓、木琴、トムトム5、テンプルブロック5、ゴング5、③大太鼓、低ゴング5、テンプルブロック5、ヴィブラフォン、タムタム2、小太鼓、ハープ、弦5部

## 構成
古典的な4楽章の構成であり、テンポの配分もそれに従っている。
- 第1楽章：6本のホルンのユニゾンでの「ブルックナー」啓示風の序奏と、速い主部でクライマックスの連続が印象的である。
- 第2楽章：遅めの静かな苦痛な艶美風の悲歌。
- 第3楽章：スケルツォ、少し速めの変則的な舞曲。
- 第4楽章：フィナーレ、再び第1楽章の主部のクライマックスの世界に戻るユンの作曲技法の総決算である。

## 録音
1987年に日本のレコード会社カメラータ・トウキョウの録音製作スタッフが平壌で金炳華指揮朝鮮国立交響楽団の演奏を録音したアルバムが国内に初めて紹介された。近年では浮ヶ谷孝夫指揮のポーランドのフィルハーモニア・ポルモルスカ・ビドゴセシュでも全集版が出ているが、生前に録音されたのはこの2種だけである。